# Bayern-Klasse

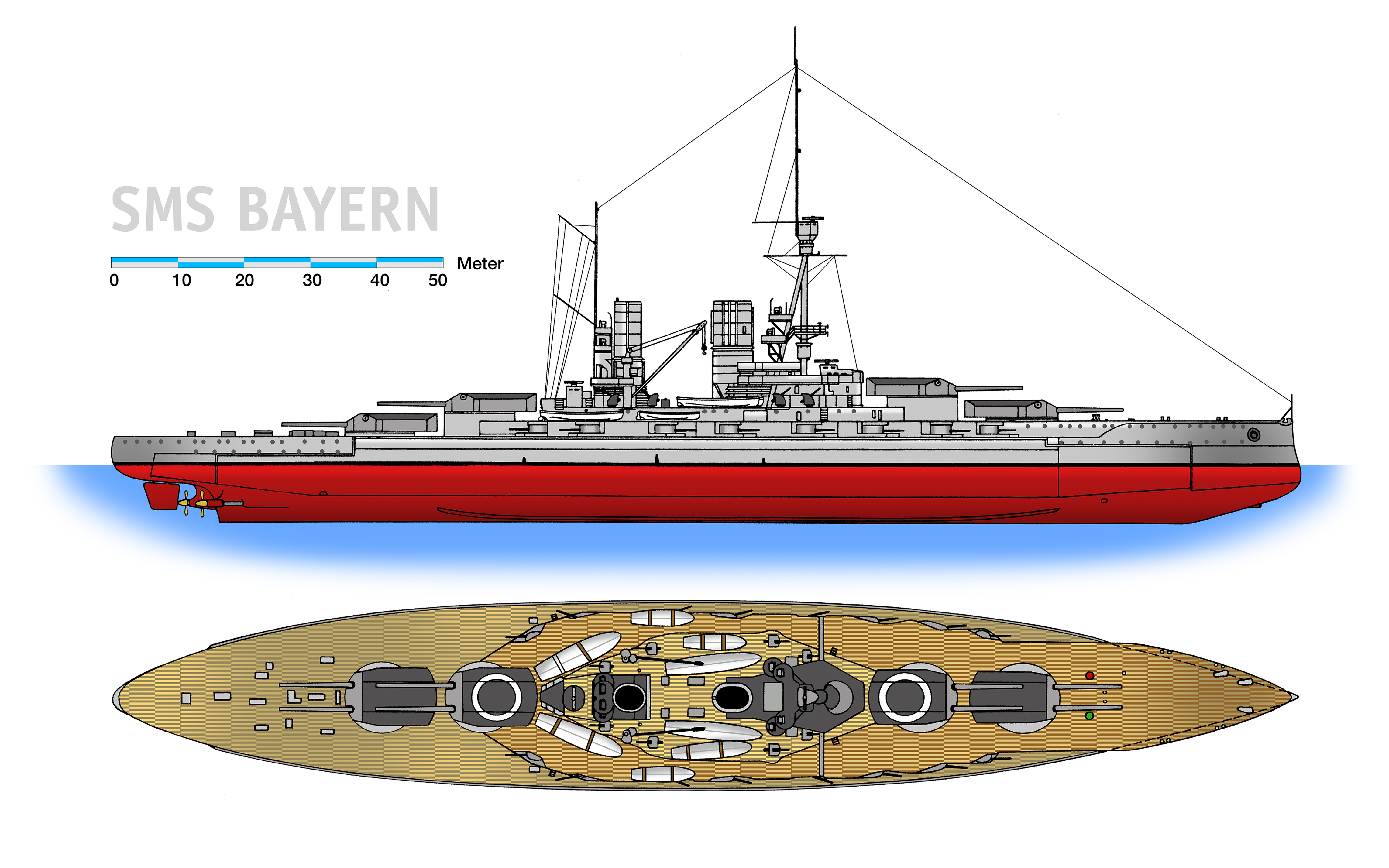
Das Typschiff der Klasse: Steuerbordseite und Draufsicht der Bayern in der letzten Baustufe (1918)

Die Bayern-Klasse war eine auf vier Einheiten ausgelegte Klasse von Großlinienschiffen, die während des Ersten Weltkrieges als letzte dieses Schiffstyps für die Kaiserliche Marine gebaut wurden. Sie war eine Weiterentwicklung der König-Klasse, jedoch ging die Kaiserliche Marine bei der Hauptbewaffnung der Bayern-Klasse vom Kaliber 30,5 cm auf 38 cm über. Von den nach deutschen Ländern benannten, 180 m langen und 32.200 t schweren Schiffen wurden lediglich die Bayern und die als Flottenflaggschiff vorgesehene Baden fertiggestellt und 1916 in Dienst gestellt. Der durch Arbeitskräftemangel und geringe Priorität verzögerte Bau der Sachsen und Württemberg musste bei Kriegsende eingestellt werden. Die Bayern sank am 21. Juni 1919 in Scapa Flow, die Baden ging als britisches Zielschiff am 16. August 1921 unter und liegt nun an der tiefsten Stelle im Ärmelkanal nahe Cherbourg.

## Geschichte

### Entwurf
Die Entwicklung der fünften Klasse von Großlinienschiffen der Kaiserlichen Marine begann im Jahr 1910. Zu diesem Zeitpunkt konnten die ersten Erfahrungen mit den gerade in Dienst genommenen Schiffen der Nassau-Klasse gesammelt werden. Die neue Klasse sollte vier Einheiten umfassen. Davon waren gemäß der im Flottengesetz festgeschriebenen Planung drei als Ersatz für die alten Linienschiffe Wörth (Brandenburg-Klasse), Kaiser Friedrich III. und Kaiser Wilhelm II. (Kaiser Friedrich-Klasse), das vierte Schiff als Ergänzungsbau konzipiert.
Bei den Planungen stellte die schwere Artillerie die größte Herausforderung dar. Bereits seit 1907 hatte sich das Reichsmarineamt mit der möglichen Nutzung von Drillingstürmen befasst. Andere Marinen stellten zu dieser Zeit ebenfalls ähnliche Überlegungen an. Erstmals eingesetzt wurden Drillingstürme auf dem 1910 vom Stapel gelaufenen italienischen Großkampfschiff Dante Alighieri, dessen Pläne ebenfalls ab 1907 erstellt wurden. Auch die österreichisch-ungarischen Schlachtschiffe der Tegetthoff-Klasse erhielten vier Drillingstürme. Für diese Geschützturm-Variante sprach, dass der Decksaufbau – der gepanzerte Bereich zwischen dem vordersten und dem achterlichsten Turm – kürzer ausfallen konnte, wodurch sich Panzerung und damit Gewicht sparen ließ. Es war außerdem möglich, die gesamte schwere Artillerie vor und hinter den Aufbauten in der Mittschiffslinie unterzubringen. Dies brachte bei gleicher Rohrzahl günstigere Bestreichungswinkel für alle Geschütze mit sich, als das bei den vier vorangegangenen deutschen Großlinienschiffsklassen möglich war. Das mittlere Rohr eines Drillingsturmes war jedoch durch die beengten Platzverhältnisse schwierig mit Munition zu versorgen, was die Ladezeit herauf- und damit die Feuergeschwindigkeit des Turms herabsetzte. Außerdem wären, bedingt durch den größeren Durchmesser eines Drillingsturms, deutlich größere Decksdurchbrüche nötig gewesen, was der Festigkeit des Schiffskörpers abträglich gewesen wäre. Beim Ausfall eines Drillingsturms hätte das Schiff zudem mehr an Gefechtswert verloren als bei einem Zwillingsturm gleichen Kalibers. Diese Nachteile konnten aus deutscher Sicht von den Vorteilen nicht überwogen werden, weshalb die Kaiserliche Marine letztlich an den Zwillingstürmen festhielt.
Der zweite schwerwiegende Aspekt bei der Hauptbewaffnung war deren Kaliber. Während die Nassau-Klasse noch mit 28-cm-Geschützen bewaffnet war, war man bei der noch im Bau befindlichen Helgoland-Klasse zu einem Kaliber von 30,5 cm übergegangen. Auf die deutsche Kalibersteigerung reagierte die britische Royal Navy, indem sie die 1909 begonnene Orion-Klasse mit 34,3-cm-Geschützen ausstattete. Die zuvor gebauten britischen Dreadnoughts hatten ebenfalls das Kaliber 30,5 cm erhalten. Die 34,3-cm-Geschosse erwiesen sich jedoch als nur geringfügig durchschlagskräftiger als die deutschen 30,5-cm-Granaten. Daher erhielten auch die deutschen Kaiser- und König-Klassen noch 30,5-cm-Geschütze. Im Zuge der Entwicklung der neuen Großlinienschiffklasse untersuchte 1910 das Waffendepartement unter Konteradmiral Gerhard Gerdes erneut eine mögliche Kalibersteigerung. Dies war dem immer besser werdenden Panzerschutz der Großkampfschiffe geschuldet. Zunächst zog man dabei ein Kaliber von 33,7 cm, 34 cm und auch 35,5 cm in Betracht. Alfred von Tirpitz gab im August 1911 die Untersuchung von 35 cm, 38 cm und sogar 40 cm als Kaliber der schweren Artillerie in Auftrag. Kaiser Wilhelm II. legte schließlich am 6. Januar 1912 die Armierung der neuen Schiffsklasse mit 38-cm-Geschützen fest. Mit diesem großen Kalibersprung setzte sich das Deutsche Reich international erstmals an die Spitze der Entwicklung. Die Royal Navy gab kurze Zeit später mit der – weitaus schneller fertiggestellten – Queen Elizabeth-Klasse vergleichbar bewaffnete Schlachtschiffe in Bau.

### Bau
Nachdem die Konstruktionspläne für die neue Klasse erstellt waren, vergab die Kaiserliche Marine am 1. und 3. April 1913 die Bauaufträge für den Ersatz Wörth (später Baden) sowie den Neubau T (später Bayern). Die beiden anderen Schiffe folgten im November 1913 und am 12. August 1914 nach einem geringfügig geänderten Entwurf, der rund 2 Meter länger und 300 Tonnen schwerer ausfiel und für die Ersatz Kaiser Friedrich III. (die spätere Sachsen) einen gemischten Dampf-/Dieselantrieb vorsah. Sämtliche Bauaufträge gingen an private Werften. Als Baukosten waren 49 bis 50 Millionen Mark pro Schiff vorgesehen. Am 20. Dezember 1913 begann die Danziger Werft F. Schichau mit dem Bau der Ersatz Wörth. Typschiff der Klasse wurde jedoch der rund einen Monat später begonnene Neubau T, der am 18. Februar 1915 als Bayern vom Stapel lief und der Klasse damit ihren Namen gab. Der Bau der Schiffe litt unter dem Ausbruch des Ersten Weltkrieges. Waren die Verzögerungen bei der Fertigstellung der Bayern noch gering, nahmen sie bei der Baden bereits ein größeres Maß an. Die beiden letzten Schiffe der Klasse liefen zwar noch vom Stapel, ihr Weiterbau wurde aber nur sporadisch betrieben und letztlich ganz eingestellt. Die Gründe dafür waren vielfältig. So trat durch die Einberufungen während des Krieges ein zunehmender Arbeitskräftemangel ein, und die Materialversorgung gestaltete sich schwierig. Die Reparatur vorhandener Einheiten und der Neubau von U-Booten und kleineren Kriegsschiffen hatten zudem Vorrang vor der Fertigstellung der schweren Schiffe.

### Schiffe der Klasse
| Name        | Bauwerft            | Kiellegung        | Stapellauf        | Indienststellung     | Verbleib                                                                  |
| ----------- | ------------------- | ----------------- | ----------------- | -------------------- | ------------------------------------------------------------------------- |
| Bayern      | Howaldtswerke, Kiel | 22. Januar 1914   | 18. Februar 1915  | 18. März 1916        | Am 21. Juni 1919 selbstversenkt, 1934 gehoben und anschließend abgewrackt |
| Baden       | F. Schichau, Danzig | 20. Dezember 1913 | 30. Oktober 1915  | 19. Oktober 1916     | Am 16. August 1921 als Zielschiff versenkt                                |
| Sachsen     | Germaniawerft, Kiel | 7. April 1914     | 21. November 1916 | nicht fertiggestellt | 1921 abgewrackt                                                           |
| Württemberg | AG Vulcan, Hamburg  | 4. Januar 1915    | 20. Juni 1917     | nicht fertiggestellt | 1921 abgewrackt                                                           |

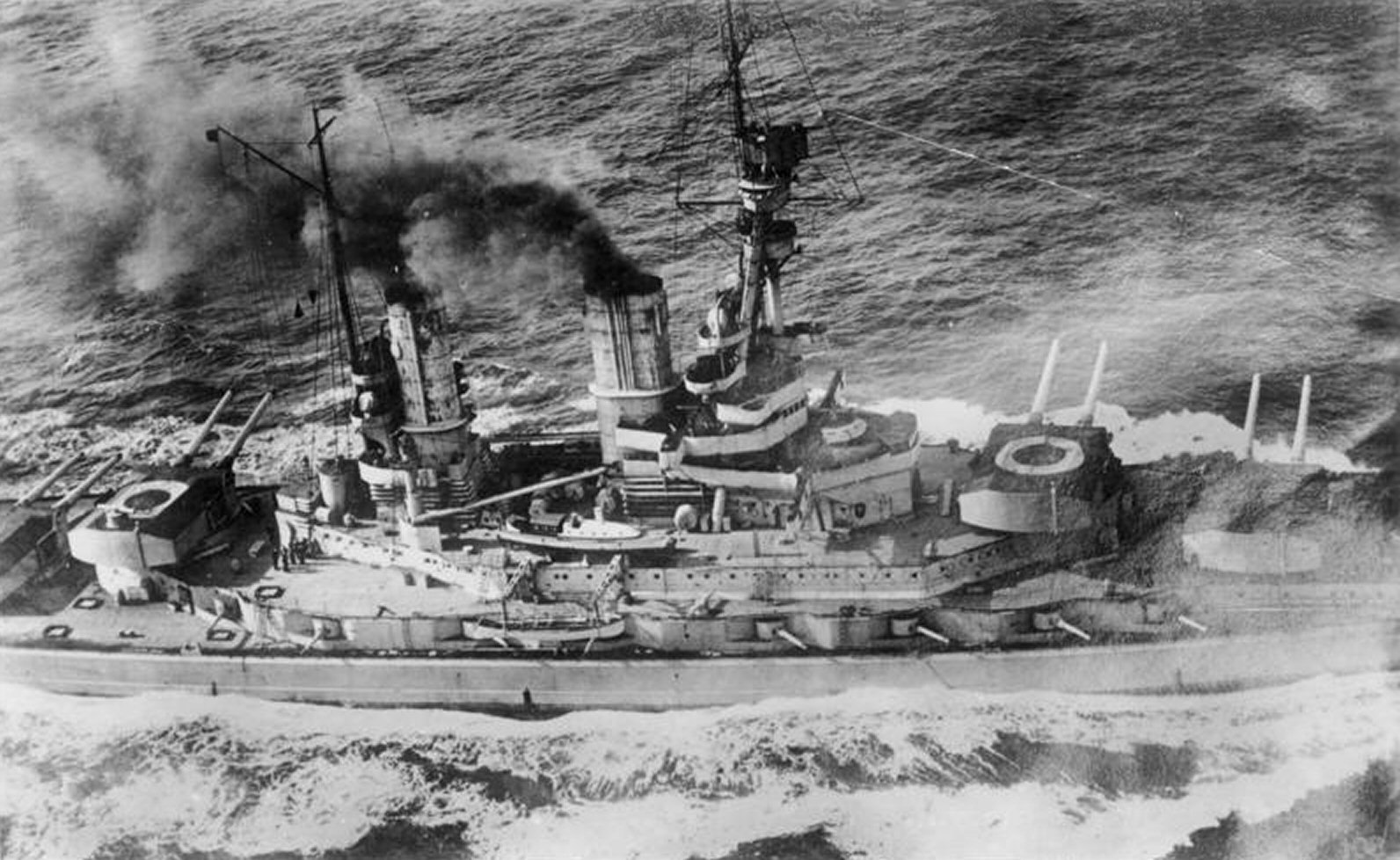
Die Baden in See, man erkennt die als Fliegerkennung dienenden weißen Ringe auf den überhöhten Türmen.
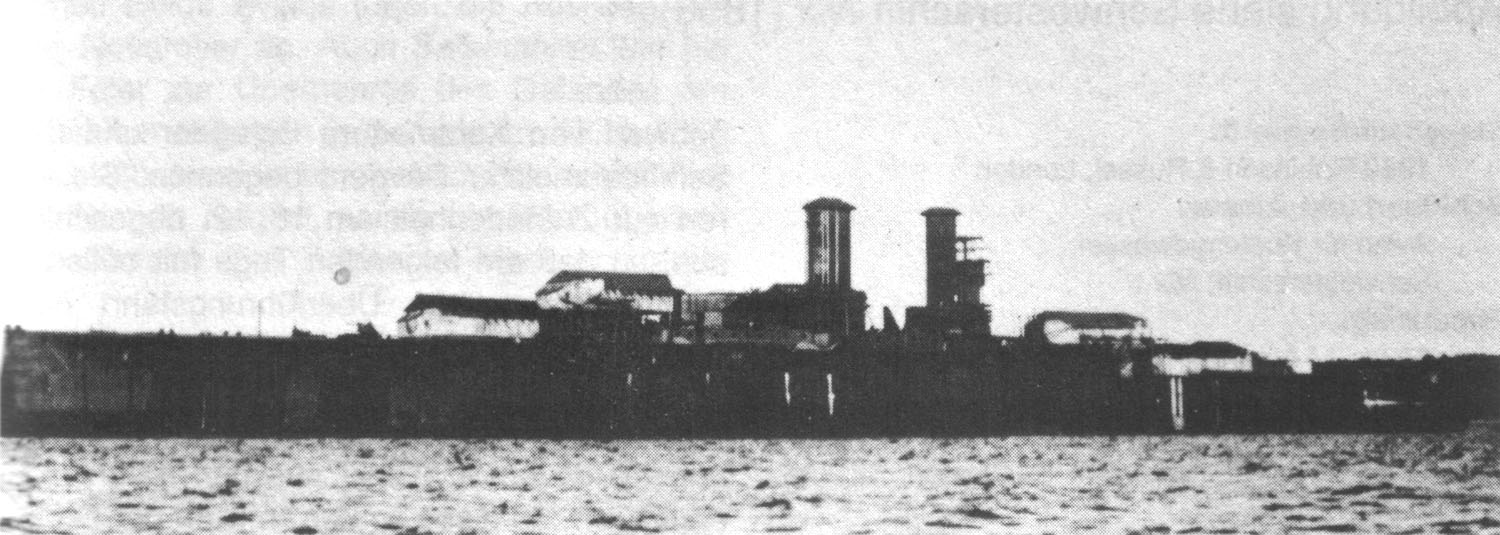
Die unfertige Sachsen im Bauhafen, die Geschütztürme sind mit Schutzdächern versehen.

### Einsatz
Die Schiffe der Bayern-Klasse waren für den Einsatz in der Hochseeflotte gedacht. Die strategische Planung der Kaiserlichen Marine war auf einen Kampf gegen feindliche Schiffe in der südlichen Nordsee, also relativ nah an den deutschen Stützpunkten, ausgelegt. Während des Ersten Weltkrieges kam es jedoch nur zu wenigen Kämpfen zwischen deutschen und britischen Verbänden in der Nordsee, an denen keines der beiden in Dienst gekommenen Schiffe der Bayern-Klasse beteiligt war. Die Bayern hatte aufgrund ihrer ausgedehnten Probefahrtzeit nicht an der Skagerrakschlacht teilnehmen können und diente mit anderen Schiffen während des Unternehmens Albion als Rückendeckung gegen mögliche Angriffe schwerer russischer Einheiten, besonders denen der Gangut-Klasse. Während dieses Einsatzes erhielt sie einen schweren Minentreffer im Vorschiff, das aufgrund des eingedrungenen Wassers bis zum vorderen Geschützturm wegsackte. Die Baden war bereits bei ihrem Bau als Flottenflaggschiff vorgesehen und mit den dafür notwendigen zusätzlichen Räumen für den Flottenchef und seinen Stab ausgestattet. Im März 1917 löste sie die Friedrich der Große als Flottenflaggschiff ab. Als solches diente die Baden bis Kriegsende, ohne bei den Vorstößen in Gefechtsberührung zu geraten. Am 18. August 1918 schifften sich Kaiser Wilhelm II. und der Großherzog von Baden auf der Baden ein, um im Verband mit der Hindenburg, der Karlsruhe und mehreren Torpedobooten die Befestigungen Helgolands zu inspizieren.

### Verbleib

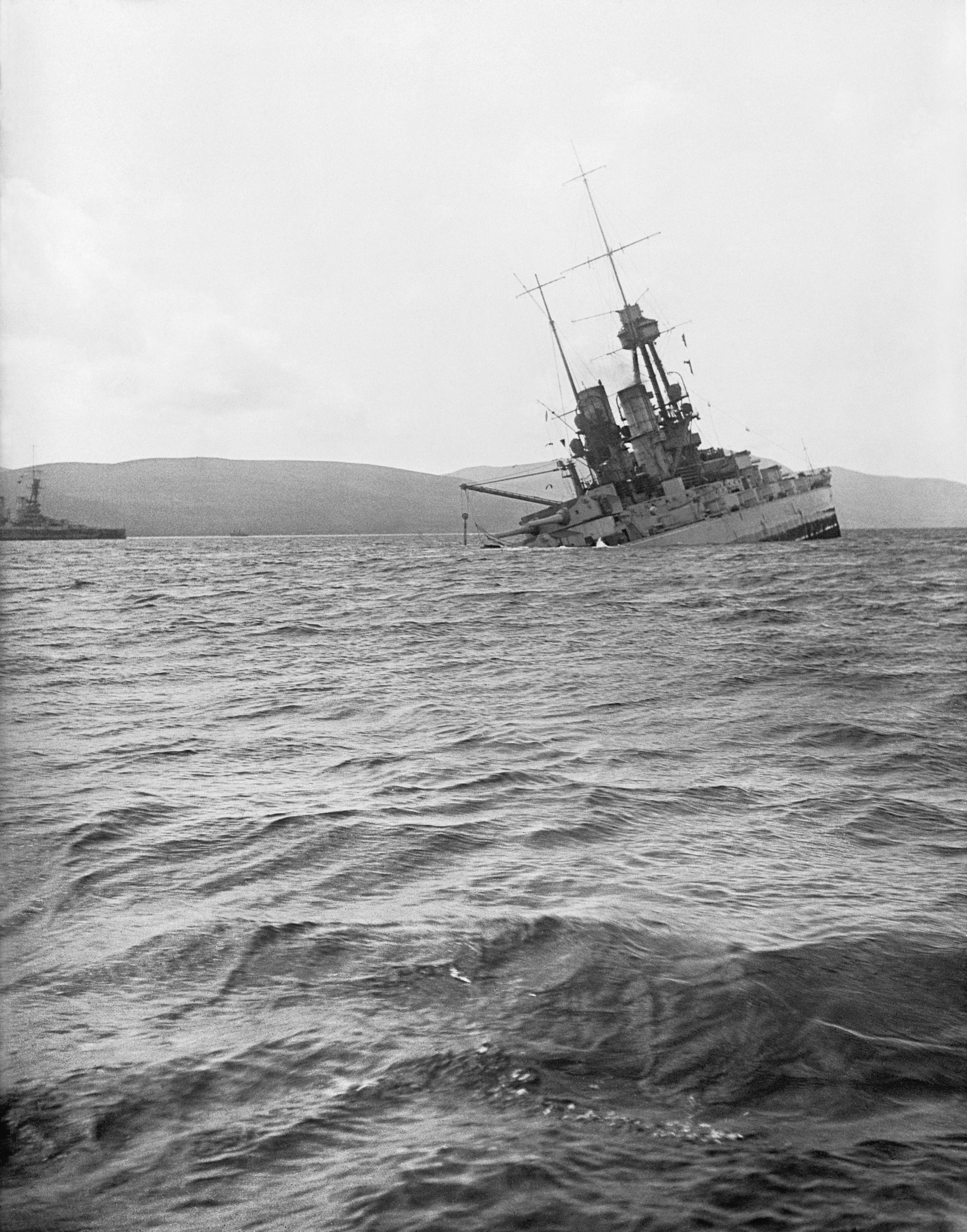
Bayern sinkt in Scapa Flow

Die Bedingungen des Waffenstillstandes sahen eine Auslieferung der modernen Schiffe der Hochseeflotte vor. Auf der Liste der zu internierenden Schiffe erschien unter anderem der nicht fertiggestellte Schlachtkreuzer Mackensen, die Baden hingegen fehlte. Das Flottenflaggschiff war übersehen worden. Der Fehler wurde nach kurzer Zeit bemerkt, und die Baden lief Anfang Januar 1919 ebenfalls nach Scapa Flow. Dort wurden im Juni sowohl die Bayern als auch die Baden, ebenso wie der Rest des Internierungsverbandes, für die Selbstversenkung vorbereitet. Dies geschah heimlich, um die kampfunfähigen Schiffe im Fall eines Scheiterns der Friedensverhandlungen nicht in die Hände der Royal Navy fallen zu lassen. Während die Versenkung der Bayern gelang, konnte die Baden von britischen Hilfsschiffen auf Grund gesetzt und wieder schwimmfähig gemacht werden. Das Schiff ging letztlich als Zielschiff bei Schießversuchen der Royal Navy unter.

## Technik
Die Schiffe der Bayern-Klasse besaßen einen aus Stahl gefertigten und mit Quer- und Längsspanten versehenen Rumpf. Dieser war durch Schotten in 17 wasserdichte Abteilungen gegliedert. Der Schiffsboden war auf 88 % der Rumpflänge als Doppelboden ausgeführt. Bayern und Baden wiesen eine Konstruktionsverdrängung von 28.530 t auf. In einsatzbereitem Zustand verdrängten beide Schiffe 32.200 t. Die Gesamtlänge des Rumpfes betrug 180,0 m, wobei die Wasserlinie bei Konstruktionsverdrängung auf 179,4 m berechnet war. An ihrer breitesten Stelle maßen die Schiffe 30,0 m. Der maximale Tiefgang belief sich auf 9,39 m vorn und 9,31 m achtern. Die nach modifizierten Plänen gebauten Sachsen und Württemberg wichen von diesen Maßen nur geringfügig ab.
| Vergleich der unterschiedlichen Abmessungen des originalen und des geänderten Entwurfes | Vergleich der unterschiedlichen Abmessungen des originalen und des geänderten Entwurfes | Vergleich der unterschiedlichen Abmessungen des originalen und des geänderten Entwurfes | Vergleich der unterschiedlichen Abmessungen des originalen und des geänderten Entwurfes | Vergleich der unterschiedlichen Abmessungen des originalen und des geänderten Entwurfes |
| --------------------------------------------------------------------------------------- | --------------------------------------------------------------------------------------- | --------------------------------------------------------------------------------------- | --------------------------------------------------------------------------------------- | --------------------------------------------------------------------------------------- |
|                                                                                         | Gesamtlänge                                                                             | Wasserlinie                                                                             | Konstruktionsverdrängung                                                                | Maximalverdrängung                                                                      |
| Bayern und Baden                                                                        | 180,0 m                                                                                 | 179,4 m                                                                                 | 28.530 t                                                                                | 32.200 t                                                                                |
| Sachsen und Württemberg                                                                 | 182,4 m                                                                                 | 181,8 m                                                                                 | 28.800 t                                                                                | 32.500 t                                                                                |

Die auf den Schiffen vorhandene elektrische Ausrüstung wurde mit einer Spannung von 220 V betrieben. Für die Stromversorgung befanden sich acht Generatoren an Bord. Diese wurden von Dieselmotoren angetrieben und leisteten 2400 kW. Die für die Sachsen gebauten Generatormotoren wurden, da das Schiff unvollendet blieb, letztlich als Antriebsmotoren auf U 151, U 156, U 157 und Bremen verwendet.

### Antriebsanlage
Für die Schiffe der Bayern-Klasse waren unterschiedliche Antriebskonzepte vorgesehen. Während Bayern, Baden und Württemberg einen reinen Dampfturbinenantrieb erhalten sollten, war für die Sachsen ein kombinierter Dampf-/Dieselantrieb geplant. Tatsächlich eingebaut wurde die Antriebsanlage jedoch nur auf den beiden fertiggestellten Schiffen.
Die Bayern und die Baden erhielten jeweils 14 Wasserrohrkessel der Bauart Marine-Schulz. Von diesen waren elf kohle- und drei ölgefeuert. Jeder kohlegefeuerte Kessel wurde über zwei Feuerungen, die ölgefeuerten Kessel mit je einem Brenner geheizt. Die Kessel verfügten über eine Heizfläche von insgesamt 7660 m² und erzeugten einen Dampfdruck von 16 atü. Die Zahl der kohlegefeuerten Kessel sollte bei der Württemberg auf neun, bei der Sachsen wegen des kombinierten Dampf-/Dieselantriebes auf sechs reduziert werden, während die Zahl der Öl-Kessel gleich blieb. Untergebracht waren die Kessel in neun Kesselräumen, von denen jeweils drei nebeneinander lagen.
Die Maschinenanlage bestand aus drei Sätzen Dampfturbinen unterschiedlicher Hersteller. Auf der Bayern wurden bei Turbinia Co. in Berlin hergestellte Brown-Curtis-Dampfturbinen eingebaut. Diese Bauart sollte auch auf der Sachsen zum Einsatz kommen, hier jedoch nur zwei Sätze für die äußeren Wellen. Die Baden erhielt bei Schichau gefertigte Parsons-Turbinen. Für die Württemberg waren AEG-Vulcan-Turbinen vorgesehen, die ebenfalls direkt von der Bauwerft geliefert werden sollten. Die auf sechs Maschinenräume verteilten Turbinensätze trieben drei dreiflügelige Schrauben mit jeweils 3,87 m Durchmesser an. Die Leistung der Antriebsanlage sollte nach den Konstruktionsberechnungen bei den beiden ersten Schiffen bei 35.000 PS liegen und bei der Württemberg auf 48.000 PS, bei der Sachsen auf 54.000 PS gesteigert werden. Tatsächlich waren die Maschinen der beiden fertiggestellten Einheiten in der Lage, rund 56.000 PS zu leisten. Trotz dieser Mehrleistung erreichte jedoch nur die Bayern die vorgesehene Höchstgeschwindigkeit von 22,0 kn, während die Baden nur 21,0 kn laufen konnte. Der mitgeführte Brennstoffvorrat von 3400 t Kohle und 620 t Öl ermöglichte den Schiffen eine Reichweite von 5000 sm bei 12 kn Fahrt. Bei Höchstfahrt war eine Dampfstrecke von knapp 2400 sm möglich. Der Brennstoffvorrat sollte auf der Württemberg 3100 t Kohle und 900 t Öl, auf der Sachsen 2700 t Kohle und 1300 t Öl betragen.
Der für die Sachsen vorgesehene Schiffsdieselmotor sollte von der MAN geliefert werden und 12.000 PS leisten. Der Dieselantrieb brachte mehrere Vorteile mit sich: Der Dieselmotor konnte seine Höchstleistung innerhalb weniger Minuten entwickeln, während die Dampfkessel mehrere Stunden zum Anheizen benötigten. Außerdem erhöhte der geringere Treibstoffverbrauch die Reichweite des Schiffs. Zusätzlich konnten sowohl Platz als auch Personal eingespart werden. Die Entwicklungsarbeiten für diesen Motor begannen 1910 im Nürnberger Werk der MAN. Geplant war ein sechszylindriger, doppeltwirkender Zweitaktmotor, der zunächst auf der Prinzregent Luitpold für einen Langzeittest eingebaut werden sollte. Die Entwicklung dieses Motors wurde, mit einigen unfall- und kriegsbedingten Unterbrechungen, bis 1917 fortgeführt. Ende März 1917 stand der Prototyp zur Abnahme bereit. Der Einbau auf der Prinzregent Luitpold sollte aufgrund der dafür nötigen langen Umbauzeit erst nach Kriegsende erfolgen, unterblieb jedoch letztlich ebenso wie der Bau des Exemplars für die Sachsen.

### Bewaffnung

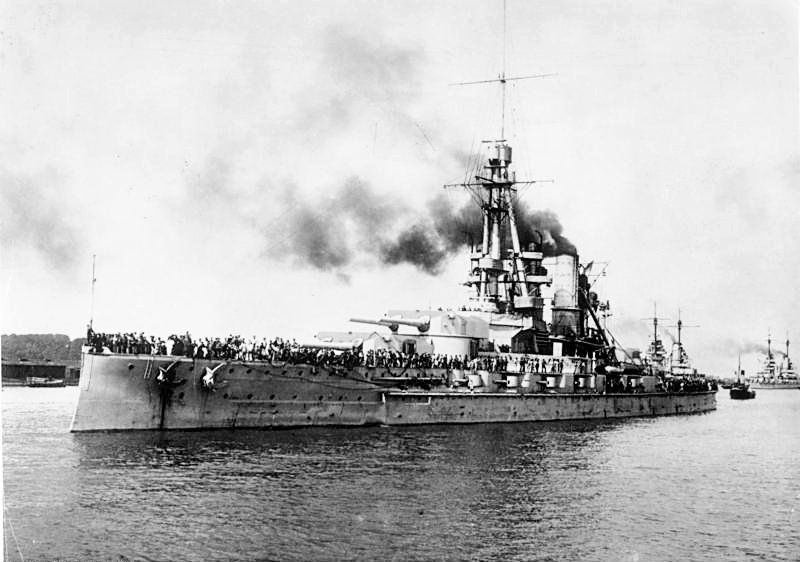
Die Bayern im Kaiser-Wilhelm-Kanal, man erkennt die in Kasematten untergebrachte Mittelartillerie sowie die Hauben der Basisgeräte seitlich an den Geschütztürmen.

Die Hauptbewaffnung der Bayern-Klasse bildeten acht 38-cm-SK L/45-Geschütze. Die Schnellladekanonen (Sk) wiesen eine Rohrlänge von 17,1 m auf, was 45 Kaliberlängen entsprach. Bei einer Erhöhung von 16° konnten die Geschütze bis zu 20,4 km weit schießen. Die maximal mögliche Rohrerhöhung wurde später auf 20° gesteigert, wodurch sich die Reichweite der schweren Artillerie auf 23,2 km erhöhte. Die Geschosse, von denen insgesamt 720 Stück an Bord mitgeführt wurden, wogen jeweils 750 kg und verließen das Geschütz mit einer Mündungsgeschwindigkeit von 800 m/s. Die nötige Treibladung wog 277 kg und war unterteilt in eine Vorkartusche und eine Hauptkartusche – letztere bestand aus Messing und dichtete den Verbrennungsraum gegenüber dem Keil-Verschluss des Geschützes ab. Noch auf 20 km Entfernung konnten die Granaten bis zu 336 mm Panzerstahl durchschlagen. Das Nachladen der Geschütze dauerte etwa 23 Sekunden, verglichen mit den 36 Sekunden, welches die zeitgenössische britische BL 15 inch Mk I naval gun benötigte.
Je zwei dieser Kanonen waren in einem Zwillingsturm zusammengefasst. Alle vier Geschütztürme befanden sich in der Mittschiffslinie. Jeweils zwei waren vor und hinter den Aufbauten aufgestellt. Die inneren Türme B und C waren überhöht angeordnet und konnten über die äußeren Türme hinweg schießen. Die auf der Drehscheibenlafette C/13 montierten Türme besaßen ein elektrisches Schwenkwerk (Schwenkgeschwindigkeit 3 Grad/Sekunde) und waren kugelgelagert. Ihr Gesamtgewicht belief sich auf rund 865 t, wobei allein 155 t auf jedes Geschützrohr entfielen.
Die Mittelartillerie bestand aus sechzehn 15-cm-L/45-Sk. Jeweils acht dieser mit einer Mittelpivotlafette C/06 ausgestatteten Geschütze befanden sich in Kasematten an beiden Seiten der Schiffe. Die Geschützrohre waren 7,1 m lang und 5020 kg schwer. Ihre Reichweite betrug 19,6 km bei 30° Rohrerhöhung. Die 46 kg schweren Geschosse verließen das Rohr mit einer Mündungsgeschwindigkeit von 890 m/s. Jedes Geschütz konnte bis zu sieben Schuss pro Minute abgeben. Für die Mittelartillerie befanden sich insgesamt 2560 Schuss Munition an Bord der Schiffe.
Die ursprüngliche Planung sah ebenfalls den Einbau von acht 8,8-cm-L/45-Flugabwehrkanonen vor. Tatsächlich eingebaut wurden jedoch nur zwei bis vier dieser Geschütze. Dies geschah erst 1917. Die Flak konnten bis zu zehn 9,5 kg schwere Geschosse pro Minute verschießen. Bei einer Rohrerhöhung von 45° und einer Mündungsgeschwindigkeit von 890 m/s lag die Reichweite bei 11,8 km.
Die Bewaffnung wurde durch fünf Torpedorohre mit 60 cm Durchmesser vervollständigt. Diese waren unter Wasser angebracht. Ein Rohr war im Bug montiert, je zwei befanden sich in den Seiten. Die Schiffe führten einen Vorrat von 20 Torpedos H8 mit. Nach dem schweren Minentreffer der Bayern wurden die seitlichen Torpedorohre auf beiden in Dienst befindlichen Schiffen ausgebaut und der vordere Torpedobreitseitraum unterteilt.
Für die Feuerleitung erhielten die Schiffe Basisgeräte mit 8 m Basislinie für die optische Entfernungsmessung. Die Basisgeräte befanden sich im vorderen Teil der Geschütztürme, ihre Objektive ragten seitlich aus den schrägen Turmwänden heraus. Die Baden verfügte zusätzlich über einen Richtungsweiser, der mit einer Kreiselkompassanlage die Seitenrichtung der Geschütze stabilisierte. Darüber hinaus befanden sich in jedem Geschützturm jeweils zwei Höhen- und Seitenrichtvisiere.

### Panzerung

Schematische Darstellung der Panzerung der Bayern-Klasse, Panzerstärken in Millimeter

Die seitliche Panzerung der Bayern-Klasse bestand aus dem schweren Gürtel-, dem Zitadell- und dem leichteren Kasemattpanzer. Der Gürtelpanzer war im Bereich der Zitadelle, vom vorderen bis zum achteren Geschützturm, 350 mm stark, verjüngte sich aber unter der Wasserlinie auf 170 mm. Am Heck der Schiffe hatte der Gürtelpanzer eine Stärke von 120 bis 200 mm, zum Bug hin nahm er auf bis zu 30 mm ab. Durch den relativ geringen Schutz des Vorschiffs konnte dieses bei Treffern leicht überflutet werden. Da nur wenige Pumpen an Bord vorhanden waren, konnte eingedrungenes Wasser nur schwer gelenzt werden. Die Baden erhielt eine stärkere Pumpenanlage, die bis zu 5.400 tn.l. Wasser in der Stunde lenzen konnte.
Die auf dem Gürtelpanzer aufgesetzte Zitadellpanzerung maß durchgehend 250 mm. Die Kasematten und die Blenden der Mittelartillerie waren mit 170 mm geschützt. Zusätzlich befand sich zwischen den einzelnen Kasematten sowie an deren dem Schiffsinneren zugewandten Ende ein Splitterschott mit 20 mm Stärke, um bei Treffern in eine Kasematte die seitlich angrenzenden Räume zu schützen.
Die innerhalb der Zitadelle befindlichen Panzerquerschotten wiesen eine Stärke von 170 bis 350 mm auf. Die in einem Abstand von rund 4 m von der Außenhaut verlaufenden Torpedolängsschotten waren mit einer Panzerung von 50 mm versehen. Sie reichten von rund 1 m über dem Panzerdeck bis zum Doppelboden der Schiffe. Nach oben hin folgte bis zum Batteriedeck ein längs verlaufendes, 30 mm starkes Splitterschott. Den horizontalen Schutz übernahmen drei leichte Panzerdecks. Das Oberdeck war über den Kasematten mit 30 bis 40 mm, das Batteriedeck im Bereich dieser mit 20 mm, außerhalb mit 30 mm gepanzert. Das eigentliche Panzerdeck war innerhalb der Zitadelle 30 mm stark, ebenso die im Winkel von 21° geneigten Böschungen, die das Panzerdeck mit dem unteren Teil des Gürtelpanzers verbanden. Vor der Zitadelle war das Panzerdeck durchgehend 60 mm, achtern davon 60 bis 120 mm stark.
Die Geschütztürme erhielten an ihrer Vorderseite eine 350 mm starke Panzerung. Die Rückfront war mit 290 mm, die Seiten mit 250 mm gesichert. Die Turmdecken wiesen eine Panzerung von 100 bis 130 mm auf, die an den seitlichen Schrägen auf 200 mm zunahm. Der Boden der Türme erhielt einen 70 mm starken Panzerschutz. Der vordere Kommandoturm wies eine vertikale Panzerung von 60 bis 400 mm und eine horizontale von 50 bis 170 mm auf. Der in das Schiffsinnere führende Schacht unter dem Kommandoturm war mit 70 bis 200 mm gesichert. Der zwischen dem achteren Schornstein und Turm C befindliche achtere Leitstand verfügte über ein 170 mm starke vertikale Panzerung. Seine Decke war mit 80 mm, der Boden mit 50 mm gepanzert. Der Schacht unter dem Leitstand wies Panzerplatten mit 80 bis 170 mm Stärke auf.
Das Panzermaterial wurde von der Essener Firma Krupp gefertigt. Sein Gesamtgewicht lag bei 11.610 t pro Schiff, was rund 40 % der Konstruktionsverdrängung ausmachte. Bei der Besichtigung der Baden durch britische Offiziere äußerten diese sich positiv zur Panzerung und dem Unterwasserschutz des Schiffs, das „in der Lage gewesen sein muß, sehr schweres Geschützfeuer und ernste Unterwasserangriffe auszuhalten.“

## Besatzung
Die Besatzung der Bayern-Klasse umfasste insgesamt 1171 Mann Sollstärke. Davon waren 42 Offiziere sowie 1129 Unteroffiziere und Mannschaften. Für den Dienst als Flaggschiff war auf der Baden zusätzlich Raum für einen Stab aus 14 Offizieren und 86 Mannschaften vorhanden. In einem Bericht über die Baden, welcher nach ihrer Hebung in der Zeitschrift Schiffbau erschien, werden die Offizierskammern und ein Großteil der Schiffsräume in ihrer Größe als „auf das äußerste Maß beschränkt“ beschrieben. Die Offiziers- und Deckoffiziersmessen werden hingegen als „geräumig und schön ausgestattet“ geschildert.

## Vergleich mit zeitgenössischen Schiffsklassen
Die folgende Liste enthält einen Vergleich mit Schlachtschiffsklassen der Kriegsgegner Deutschlands, die sich ebenfalls ca. zwischen 1914 und 1916 im Bau befanden. Die Queen Elizabeth-Klasse konnte bereits ein Jahr vor der Bayern in Dienst gestellt werden, während kein Schiff der Borodino-Klasse fertiggestellt wurde.
| Klasse                                    | Länge ü.a. | Breite | max. Verdrängung | Geschwindigkeit | Hauptbewaffnung | Gürtelpanzer |
| ----------------------------------------- | ---------- | ------ | ---------------- | --------------- | --------------- | ------------ |
| Queen Elizabeth ( Vereinigtes Königreich) | 195,0 m    | 27,6 m | 33.000 tn.l.     | 24 kn           | 8 × 38,1 cm     | 102–330 mm   |
| Revenge ( Vereinigtes Königreich)         | 189,1 m    | 27,0 m | 31.200 tn.l.     | 21,5 kn         | 8 × 38,1 cm     | 102–330 mm   |
| Pennsylvania ( Vereinigte Staaten)        | 185,3 m    | 29,6 m | 33.000 tn.l.     | 21 kn           | 12 × 35,6 cm    | 203–356 mm   |
| Fusō ( Japan)                             | 205,1 m    | 28,7 m | 30.998 tn.l.     | 23 kn           | 12 × 35,6 cm    | 102–305 mm   |
| Caio Duilio ( Italien)                    | 176,1 m    | 28,0 m | 25.200 tn.l.     | 21,5 kn         | 13 × 30,5 cm    | 130–250 mm   |
| Borodino ( Russisches Reich)              | 228,6 m    | 30,5 m | 38.000 tn.l.     | 26,6 kn         | 12 × 35,6 cm    | 100–238 mm   |
| Bayern ( Deutsches Reich)                 | 180,0 m    | 30,0 m | 31.691 tn.l.     | 22 kn           | 8 × 38,0 cm     | 30–350 mm    |

## Bewertung derBayern-Klasse
Die Großlinienschiffe der Klasse werden in ihren Eigenschaften in der Fachliteratur überwiegend sehr positiv gewertet: Siegfried Breyer bezeichnet den Entwurf als exemplarisch für die Tatsache, dass „das Schlachtschiff als Schiffstyp seine Vollkommenheit erreicht hatte“ und die weitere Entwicklung der folgenden beiden Jahrzehnte nur noch „Einzelheiten, aber nicht mehr die Gestaltung des Schiffstyps selbst“ verbessert hätte. Erich Gröner schreibt den Einheiten der Bayern-Klasse Eigenschaften als „sehr gute, ruhige Seeschiffe“ zu, die gute Manövrier- und Dreheigenschaften besessen hätten. Jedoch seien die Schiffe „stark luvgierig“ gewesen. Gary Staff beschreibt die Schiffe als Träger eines “considerable technical advance” (deutsch: „beträchtlichen technischen Fortschritts“) und “particular success” (deutsch: „besonderen Erfolg“).